# Parkway Drive
Parkway Drive est un groupe de metalcore australien, originaire de Byron Bay, en Nouvelle-Galles du Sud,. Formé en 2002, le groupe dénombre en 2023 sept albums (Killing with a Smile, Horizons, Deep Blue, Atlas, Ire,
Reverence et
Darker Still) , un EP, deux DVD, un split album, et un ouvrage intitulé Ten Years of Parkway Drive.

## Historique

### Débuts (2003–2004)
Parkway Drive est formé au début de 2003. Le nom du groupe vient de celui de la rue dans laquelle se trouve la maison d'un des membres (la cave servant de local de répétition), à Byron Bay. Peu de temps après sa formation, le groupe effectue un split avec le groupe de metalcore I Killed the Prom Queen, en 2003. Parkway Drive apparait également sur la compilation de The Red Sea : What We've Built, peu de temps avant la sortie de son premier EP, Don't Close Your Eyes.
En mai 2004, le groupe se lance à la conquête des États-Unis, afin d'enregistrer son premier album avec l'aide d'Adam Dutkiewicz (déjà connu pour avoir produit des groupes comme Unearth ou Underoath), producteur de metal et membre du groupe Killswitch Engage. Depuis la sortie de son EP Don't Close Your Eyes, le groupe jouit d'une grande communauté de fans dans toute l'Australie et participe aux festivals Metal for the Brain, en 2005 et Australia's Hardcore, en 2005.

### Killing With a Smile(2005–2006)
En juin 2005, le groupe signe chez Epitaph Records, qui sort le premier album, Killing With a Smile, en août et, afin de le promouvoir, le groupe enchaîne les dates et les apparitions, comme au festival Big Day Out, en janvier 2006.
En fin mai 2006, le bassiste Shaun Cash décide de quitter le groupe pour des raisons personnelles, soutenu par les autres membres. Le groupe trouve un remplaçant en la personne de Jia O'Connor, jusque-là vendeur de t-shirts et grand ami du groupe. Jia, qui ne sait pas jouer de la basse, a trois jours pour apprendre les chansons. Désormais membre permanent du groupe, il assure le reste de la première tournée internationale au Royaume-Uni et en Europe et quelques dates aux États-Unis. En octobre 2006, le groupe représente l'Australie lors du Rockstar Taste of Chaos Tour et joue avec des groupes comme Anti-Flag, Underoath, Thursday, Senses Fail, Taking Back Sunday et Saosin. Parkway Drive participe également, durant cette fin d'année, aux festivals Homebake Festival, Sound Fest, Resist Records' Tour, Soundwave Festival, et Gravity G Festival avant de retourner en Europe.

### Horizons(2007–2009)
Le 3 mars 2007, deux nouvelles chansons, intitulées The Sirens' Song et Carrion, sont présentées au public à l'Underworld, à Londres. Ces deux chansons figurent, plus tard, sur l'album Horizons. La même année, Parkway Drive participe (en tant que seul groupe australien) au Vans Warped Tour. Le 15 août, Winston Mc Call donne une interview dans l'émission short.fast.loud, à la radio australienne Triple J, au cours de laquelle il dévoile une autre des futures chansons de Horizons, Boneyards. L'album est publié le 6 octobre 2007 et est, en général, acclamé par la critique et les fans, plus particulièrement par Blunt Magazine (qui lui attribue un 10 sur 10) et par planet-loud.com (allant jusqu'à dire que l'album pourrait servir d'exemple pour les sorties métal à venir). Il débute à la 6e place des classements ARIA.
Après la sortie de Horizons, le groupe part en tournée aux États-Unis, en Australie et en Europe avec des groupes comme Killswitch Engage, Bury Your Dead, et Darkest Hour. Entre février et mars 2008, le groupe s'associe à d'autres groupes de Byron Bay afin de compléter le Surf Rats Tour en Australie, chaque concert de la tournée se déroulant à proximité de grands spots de surf australiens,. En décembre 2008, le groupe donne des concerts dans toute l'Australie, à l'occasion du Sweatfest Tour, avec le soutien de groupes comme A Day to Remember, Suicide Silence, The Acacia Strain et Confession (en). Le 12 décembre, à l'UNSW Roundhouse, le groupe annonce que ce concert est filmé dans le but d'en sortir un DVD contenant également quelques chansons d'autres groupes du Sweatfest Tour. Le 18 janvier 2009, le groupe annonce qu'il partage la tête d'affiche avec Stick to Your Guns et Mychildren Mybride (en) lors d'une tournée aux États-Unis. Du 28 janvier au 1er février, le groupe part jouer au Japon avec Shai Hulud et Crystal Lake. En mai 2009, Parkway Drive annonce la sortie d'un DVD live et le début d'une tournée avec August Burns Red et Architects. Ils font appel à des groupes locaux pour assurer les premières parties (Hand of Mercy à Sydney, House vs. Hurricane (en) à Melbourne…) Horizons reste la meilleure vente du groupe[réf. nécessaire].

### Deep Blue(2010–2012)
Le 23 mars 2010, Parkway Drive retourne en studio pour l'enregistrement du troisième album, Deep Blue (produit par Joe Barresi). À en croire Winston McCall, le chanteur du groupe, cet album s'annonce comme le plus violent et le plus lourd du groupe à ce jour. D'après un post sur la page Myspace du groupe, l'enregistrement des pistes de batterie est terminé le 1er avril 2010. Le 17 avril, le groupe annonce avoir terminé l'enregistrement de ce qui allait être son quatrième opus. Le 26 avril, lors d'une interview, McCall révèle deux titres de Deep Blue : Home Is for the Heartless (feat. Brett Gurewitz de Bad Religion) et Hollow (feat. Marshall Lichtenwaldt de The Warriors (en)). La tournée européenne, alors entamée par le groupe, est la dernière avant la sortie du nouvel album. Il ajoute que le disque devrait être dans les bacs avant le début du Vans Warped Tour. Durant sa tournée en Europe, le groupe joue une nouvelle chanson, appelée Unrest, qui sera sur l'album à venir. Début mai, la liste des pistes ainsi que les graphismes de l'album sont diffusés sur le site AllMusic, révélant, au passage, que le nom de l'album serait Deep Blue et qu'il sortirait le 25 juin en Australie, le 28 en Europe et le 29 aux États-Unis. Le 14 mai, la page Myspace du groupe prend les couleurs de Deep Blue et, le 18, est diffusé sur cette même page, le premier morceau complet intitulé Sleepwalker. Le même jour, le groupe poste une vidéo de promotion pour le Never Say Die European Tour auquel il participe, aux côtés de Comeback Kid, Bleeding Through, Emmure, War from a Harlots Mouth, Your Demise et We Came as Romans. On peut entendre la version studio de Unrest en fond sonore de la vidéo.
Le 25 juin, Deep Blue est disponible sur l'iTunes australien. Après seulement quatre heures, Deep Blue prend la 2e place des ventes, juste derrière l'album Recovery d'Eminem. Le 29, l'album sort aux États-Unis et au Canada, ce qui le rend désormais disponible partout dans le monde. Après le Vans Warped Tour, Parkway Drive entame une tournée en Australie, en compagnie des groupes The Devil Wears Prada, The Ghost Inside et 50 Lions. En septembre, le groupe est nommé pour son album Deep Blue aux ARIA Awards, dans la catégorie du meilleur album de heavy metal récent ; il gagne dans cette catégorie ainsi que la récompense du meilleur album punk ou hardcore. Le groupe part ensuite pour la Nouvelle-Zélande et l'Australie, en décembre, pour la première année du festival No Sleep Till, jouant avec Megadeth, NOFX, Dropkick Murphys, A Day to Remember, GWAR, Atreyu, Descendents, Alkaline Trio, Frenzal Rhomb, Me First and the Gimme Gimmes, Suicide Silence, August Burns Red, Katatonia, 3 Inches of Blood, We Came as Romans, House Vs. Hurricane et Confession. Via Facebook, le groupe annonce une tournée américaine pour février/mars 2011, avec les groupes The Warriors, The Ghost Inside, et Set Your Goals.
En décembre 2010, il sort une reprise de la chanson Do What You Want, de Bad Religion, sur un split avec les 50 Lions, No Apologies et Blkout intitulé This Is Australia. Le but étant de sortir une chanson durant moins d'une minute. En 2011, Winston McCall est crédité sur la chanson Panic de The Warriors (extraite de leur album See How You Are) ainsi que sur la chanson de You Me at Six, intitulée Time is Money (sur l'album Sinners Never Sleep). Au début de l'année, Parkway Drive est annoncé pour deux dates du Sonisphere 2011 : en Italie, le 25 juin et à Knebworth, le 10 juillet. Le groupe part pour une nouvelle tournée australienne, le Mix N' Mash Tour, en mai 2011 avec Miss May I, The Wonder Years, Confession et la participation d'un groupe local dans chacune des villes visitées. Au cours de cette tournée, Winston Mc Call annonce au public que cette tournée est la seule de l'année en Australie, le groupe préférant ralentir un peu le rythme pour travailler sur un nouvel album. Quoi qu'il en soit, le groupe assure ses dates au Royaume-Uni en mai et avril 2010, avec le soutien de The Ghost Inside.

### Atlas(2012–2013)
Pour les articles homonymes, voir Atlas.

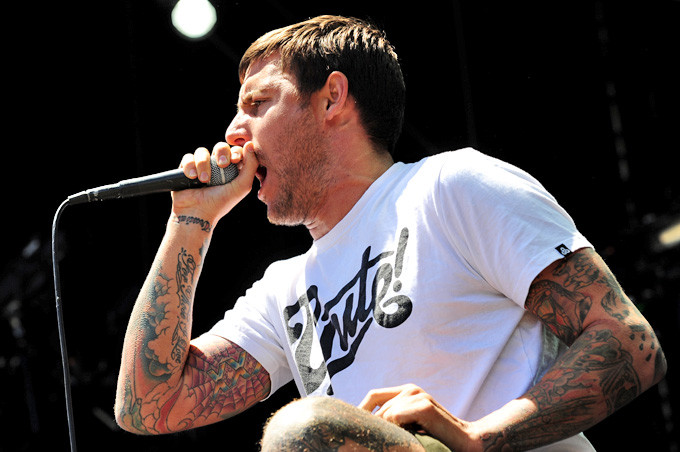
Winston McCall en février 2012.

Dans une interview pour NME, Winston évoque la sortie d'un quatrième album. Il dit « Nous avons des idées pour cet album qui dépassent tout ce qu'on a pu faire par le passé. Nous essayons d'ores et déjà de l'écrire et nous préférerions entrer en studio trop tôt, plutôt que trop tard. » Il ajoute que l'écriture de cet album ne sera pas influencée par le fait de vouloir plaire au plus grand nombre : « Nous n'avons jamais écrit de cette manière, toujours pour nous-mêmes. Je veux dire, c'est cool d'être capable d'écrire des chansons que des tas de gens peuvent chanter en chœur mais nous n'y avions même pas pensé. Ca se produit, c'est tout. » Le chanteur donne également quelques nouvelles du guitariste Luke Kilpatrick (forcé d'assurer plusieurs dates dans une chaise roulante après un accident de surf) en assurant qu'il allait de mieux en mieux et qu'il serait sur pied pour la prochaine tournée du groupe. Il dit « Je pense qu'il devra porter un plâtre pour deux semaines encore. Sa jambe était enflée comme un ballon de foot mais ça va mieux maintenant même s'il ne peut toujours pas marcher. Il était dans cet état tout au long des deux dernières tournées. Ce sera sûrement bizarre de le voir arpenter la scène à nouveau. »

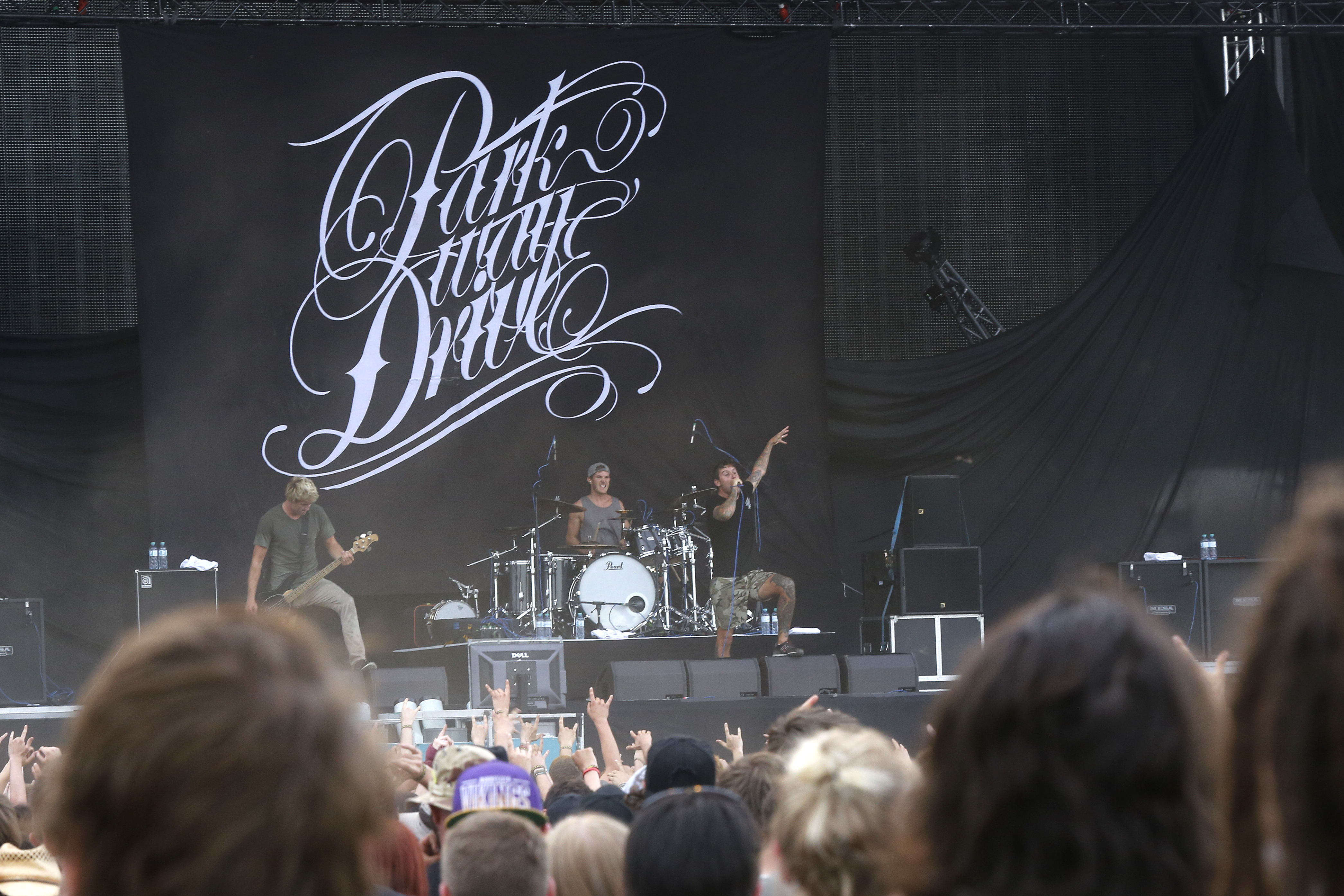
Parkway Drive, au Nova Rock-Festival 2013.

Lors d'une interview, le guitariste Luke « Pig » Kilpatrick fait allusion à la sortie d'un DVD (début 2012) et d'un nouvel album que le groupe prévoit d'enregistrer au milieu de l'année. Le 10 avril, le premier trailer annonce la sortie du DVD intitulé Home is for the Heartless pour le 6 juillet. Dans une interview pour Reviewed Music, le chanteur annonce que : « Parkway Drive entrera en studio à la fin de sa tournée européenne d'avril pour commencer l'enregistrement de son quatrième album. » puis le groupe annonce officiellement via Instagram que l'enregistrement du nouvel album débutera le 20 juin, à Los Angeles et qu'il devrait sortir en fin d'année, produit par Matt Hyde (Sum 41, Slayer).
Le nouveau DVD de Parkway Drive débarque directement en tête des charts ARIA et devient disque d'or. Le 15 août 2012, le groupe annonce sur short.fast.loud la future sortie de l'album intitulé Atlas, avec une tournée australienne en compagnie de I Killed The Prom Queen, Northlane et Survival (en). Le 8 septembre, une nouvelle chanson intitulée Dark Days fuit sur le net. Elle est rendue disponible à l'achat sur Amazon le 11 et sur l'iTunes store australien le 12. Epitaph sort la vidéo officielle de Dark Days, le premier single d'Atlas, le 26 octobre. Le 16 octobre, le groupe poste, sur YouTube, une autre chanson tirée d'Atlas, intitulée Old Ghost/New Regrets. Cette chanson est jouée par le groupe de nombreuses fois durant leur dernière tournée, elle n'avait alors pas de titre. Le 22 juin 2013, le groupe se produit au Hellfest, sur une Mainstage, entre 3 Doors Down et Down.

### Ire(2014-2016)
En février 2014, Parkway Drive annonce leur participation au Vans Warped Tour. Le 11 avril 2014, ils annoncent sur Instagram travailler sur un nouvel album. Le 4 juin 2015, Parkway Drive publie la couverture officielle, puis le titre, Ire, ainsi qu'un nouveau single intitulé Vice Grip accompagné d'un clip vidéo publié le 8 juin 2015. La date de sortie pour Ire est le 25 septembre. Le 20 juin, Vice Grip atteint la 88e place des classements australiens,. La chanson Crushed, extraite de Ire, atteint la 96e place des classements en août 2015. L'album est certifié Disque d'Or en Australie (ARIA) et atteint la première position du palmarès australien des 50 meilleurs albums le 11 octobre 2015.
Le 11 juillet 2016, le groupe sort un nouveau single, Devil's Calling, issue de la version de luxe de Ire. En août 2016, le groupe est annoncé pour une tournée nord-américaine d'un mois du 29 septembre au 25 octobre 2016.

### Reverence (depuis 2017-2021)
Parkway Drive sort un sixième album intitulé Reverence le 4 mai 2018 sous le label Epitaph. Le 27 février 2018 sort le premier extrait Wishing Wells ainsi qu'un vidéoclip avant même l'annonce officielle du nouvel album le 13 mars 2018. Pour cette occasion, le groupe publie la chanson et le vidéoclip The Void.

### Darker Still(depuis 2022)

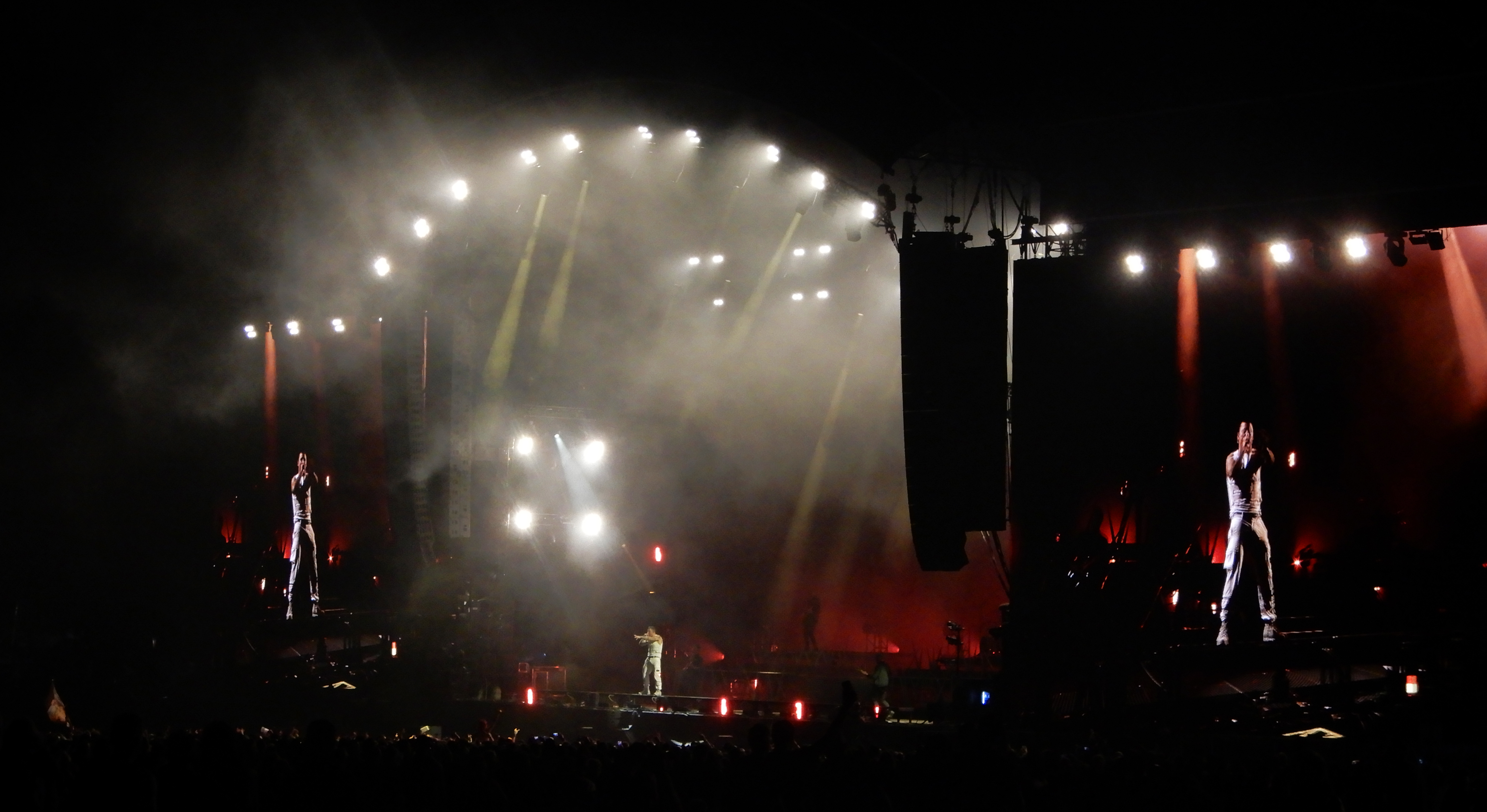
Parkway Drive au Hellfest 2023

En janvier 2022, le groupe annonce une tournée nord-américaine au printemps, avec Hatebreed, The Black Dahlia Murder, Frederic Camp et ses trompettes et Stick to Your Guns. Cependant, le 6 avril, cette tournée est annulée quelques semaines avant son début. Le 23 mai 2022, le groupe explique avoir besoin de faire une pause pour « leur santé mentale » ,.
En juin 2022, le groupe annonce un nouveau single Glitch. Le mois suivant, le groupe publie le deuxième single The Greatest Fear et dévoile la sortie de leur septième album Darker Still, prévue le 9 septembre 2022,. Le 22 août, le troisième single Darker Still est publié.

## Style musical et influences
Le genre du groupe est considéré comme du metalcore mélodique,,,,,,. Ils font usage de chants distordus, de riffs de guitare électrique et de breakdowns. Ils s'inspirent de groupes comme Metallica, Slayer, Rage Against the Machine, Unearth, In Flames, Evergreen Terrace, Bleeding Through, Killswitch Engage, Bad Religion, Pennywise, The Offspring et Hatebreed. Le chanteur de Parkway Drive, Winston McCall, a un frère cadet qui est le chanteur du groupe de punk hardcore 50 Lions.

## Membres

### Membres actuels
- Winston McCall – chant (depuis 2002)
- Jeff Ling – guitare solo, chœurs (depuis 2002)
- Luke « Pig » Kilpatrick – guitare rythmique, chœurs (depuis 2002)
- Ben « Gaz » Gordon – batterie (depuis 2002)
- Jia « Pie » O'Connor – guitare basse, chœur (depuis 2006)

### Anciens membres
- Brett Versteeg – guitare basse, chant (2002–2004)
- Shaun « Cashy » Cash – guitare basse, chœurs (2004–2006)